# Gare d'Épinay-sur-Seine
Ne doit pas être confondu avec Gare d'Épinay-sur-Orge ou Gare d'Épinay - Villetaneuse.
La gare d'Épinay-sur-Seine est une gare ferroviaire française de la ligne d'Ermont - Eaubonne à Champ-de-Mars (VMI), de la ligne de Grande Ceinture et de la ligne de Sartrouville à Noisy-le-Sec (tangentielle légère nord), située dans la commune d'Épinay-sur-Seine (département de la Seine-Saint-Denis). Elle constitue l'une des deux gares de la ville avec la gare d'Épinay - Villetaneuse.
Ouverte en 1908 par la Compagnie des chemins de fer du Nord, c'est aujourd'hui une gare de la Société nationale des chemins de fer français (SNCF) desservie par les trains de la ligne C du RER et par les trams-trains de la ligne 11 du tramway d'Île-de-France.

## Situation ferroviaire
La gare est située au point kilométrique 16,667 de la ligne d'Ermont - Eaubonne à Champ-de-Mars entre les gares de Saint-Gratien et de Gennevilliers et est l'origine — au point kilométrique 44,881 — de la ligne de Sartrouville à Noisy-le-Sec (tangentielle légère nord), suivie par la gare d'Épinay - Villetaneuse.

## Histoire

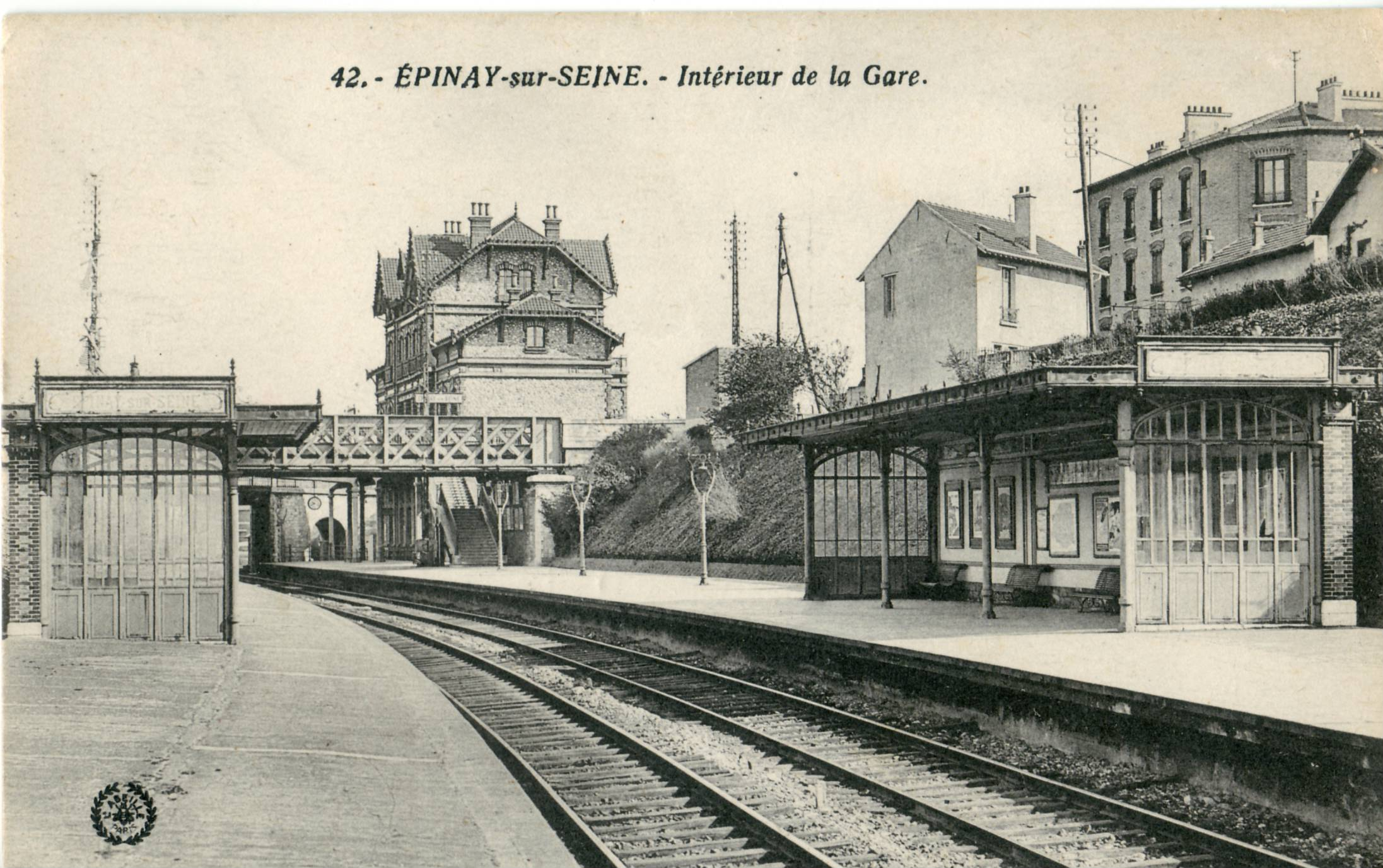
Les quais de la gare d'Épinay-sur-Seine au début du XXe siècle. Sur le second pont passe la ligne de Grande Ceinture (futur tramway T11)

La gare est construite par la Compagnie du Nord en 1908 dans le cadre de la mise en service de la ligne des Grésillons (ou Ligne des Docks), en style régional mélangeant des matériaux décoratifs tel que la caillasse de Montmorency, la brique émaillée, la pierre de taille, des frises en céramique et une armature en fer.
Le 8 mars 1918, durant la Première Guerre mondiale, la gare est bombardée lors d'un raid effectué par des avions allemands.
La disposition d´élévation atypique de la gare est dû à son ancienne fonction de correspondance avec les trains de la ligne de Grande Ceinture, qui avait là une halte, le Grand Sentier. La Ceinture jouxte le pignon de la gare en enjambant la ligne C du RER.

## Fréquentation
De 2015 à 2022, selon les estimations de la SNCF, la fréquentation annuelle de la gare s'élève aux nombres indiqués dans le tableau ci-dessous.
| Année     | 2015      | 2016      | 2017      | 2018      | 2019      | 2020      | 2021      | 2022      |
| --------- | --------- | --------- | --------- | --------- | --------- | --------- | --------- | --------- |
| Voyageurs | 2 700 882 | 2 572 264 | 3 419 097 | 4 210 792 | 4 006 406 | 1 979 635 | 4 459 429 | 5 747 660 |

## Service des voyageurs

### Accueil
Le bâtiment voyageurs de la ligne C est équipée d'un distributeur de boissons et de nourriture, d'un guichet Transilien, d'un automate pour l'achat de billets Grandes Lignes et d'un autre pour l'achat de titres de transport d'Île-de-France. Celui de la ligne 11 dispose uniquement d'un automate Transilien et d'une Work & Station, qui permet la recharge d'ordinateurs portables et de téléphones mobiles. Le Wi-Fi est disponible dans la gare.

### Desserte
La gare est desservie par les trains de la ligne C du RER parcourant la branche C1 et par les trams-trains de la ligne 11 du tramway d'Île-de-France. Elle est provisoirement le terminus occidental de cette dernière ligne jusqu'en 2033, date à laquelle la ligne devrait être prolongée jusqu'à la gare de Sartrouville.

### Intermodalité
La gare est desservie par les lignes 237, 238 et 361 du réseau de bus RATP, par les lignes 1511 et 1537 du réseau de bus de la Vallée de Montmorency et, la nuit, par la ligne N51 du réseau de bus Noctilien.
Elle est par ailleurs en correspondance avec la ligne de tramway T8 depuis le 16 décembre 2014.

Galerie de photographies
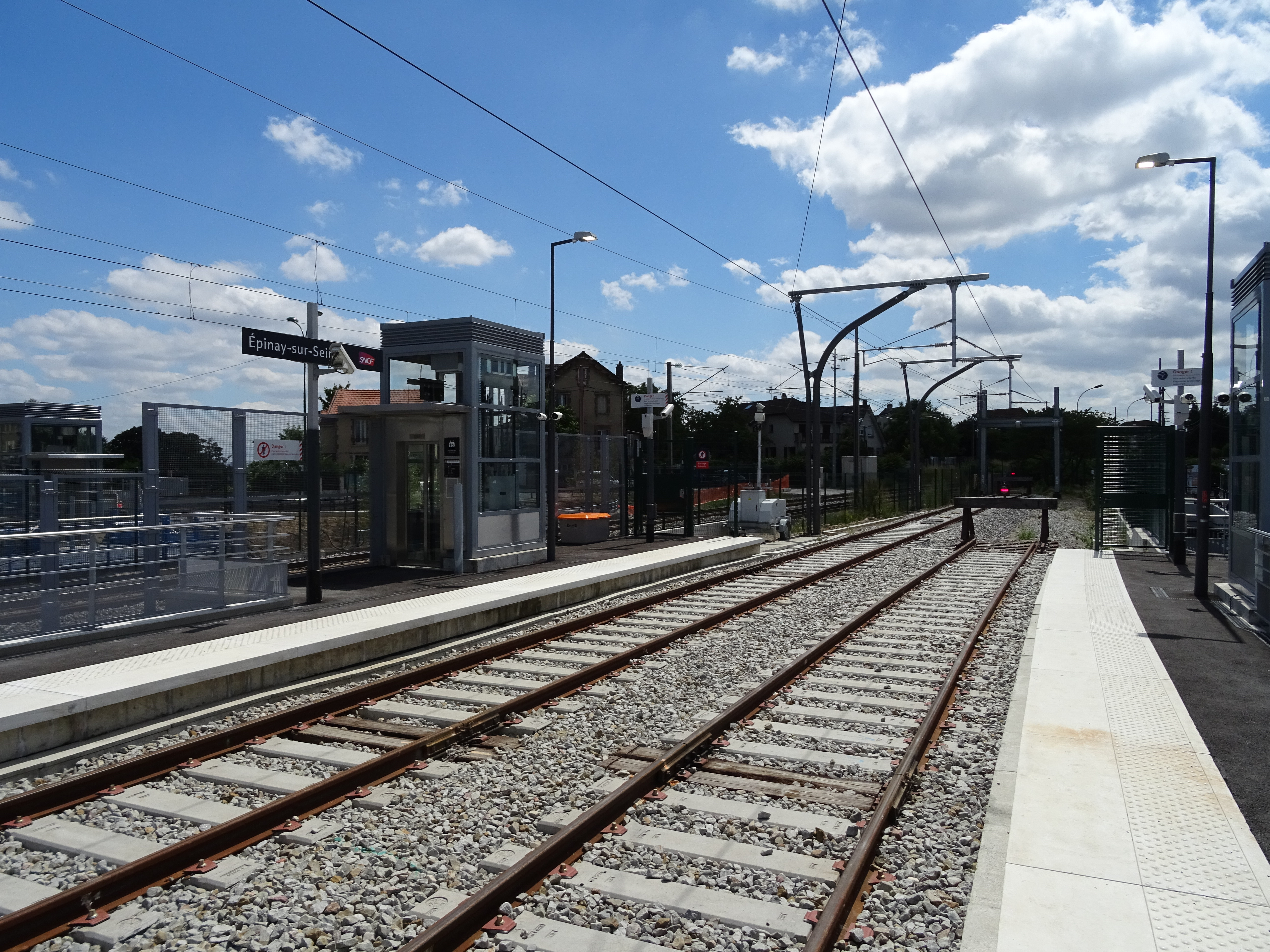
Terminus provisoire du T11, le jour de l'ouverture de la ligne.
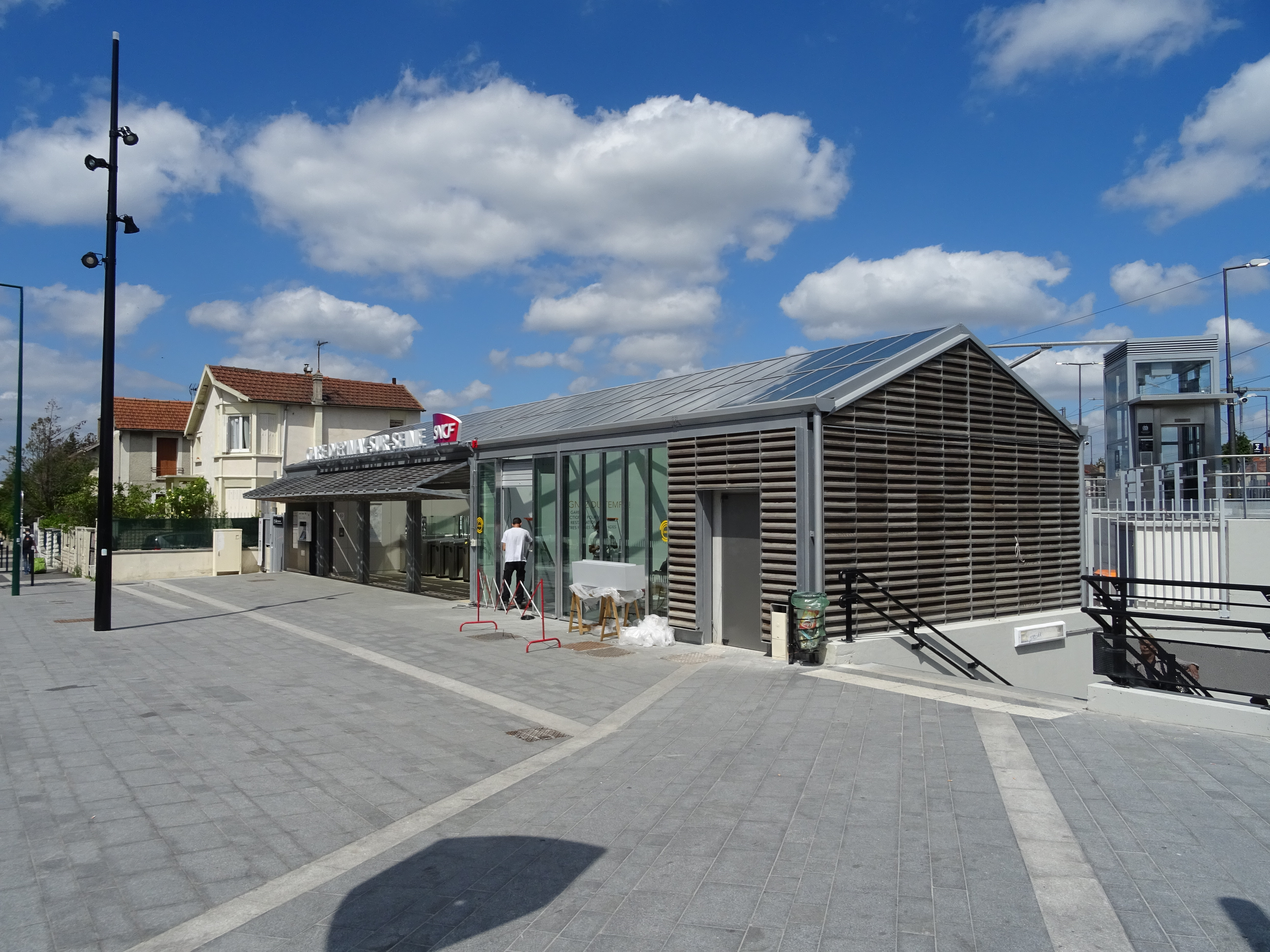
Le bâtiment voyageurs affecté à la ligne T11.
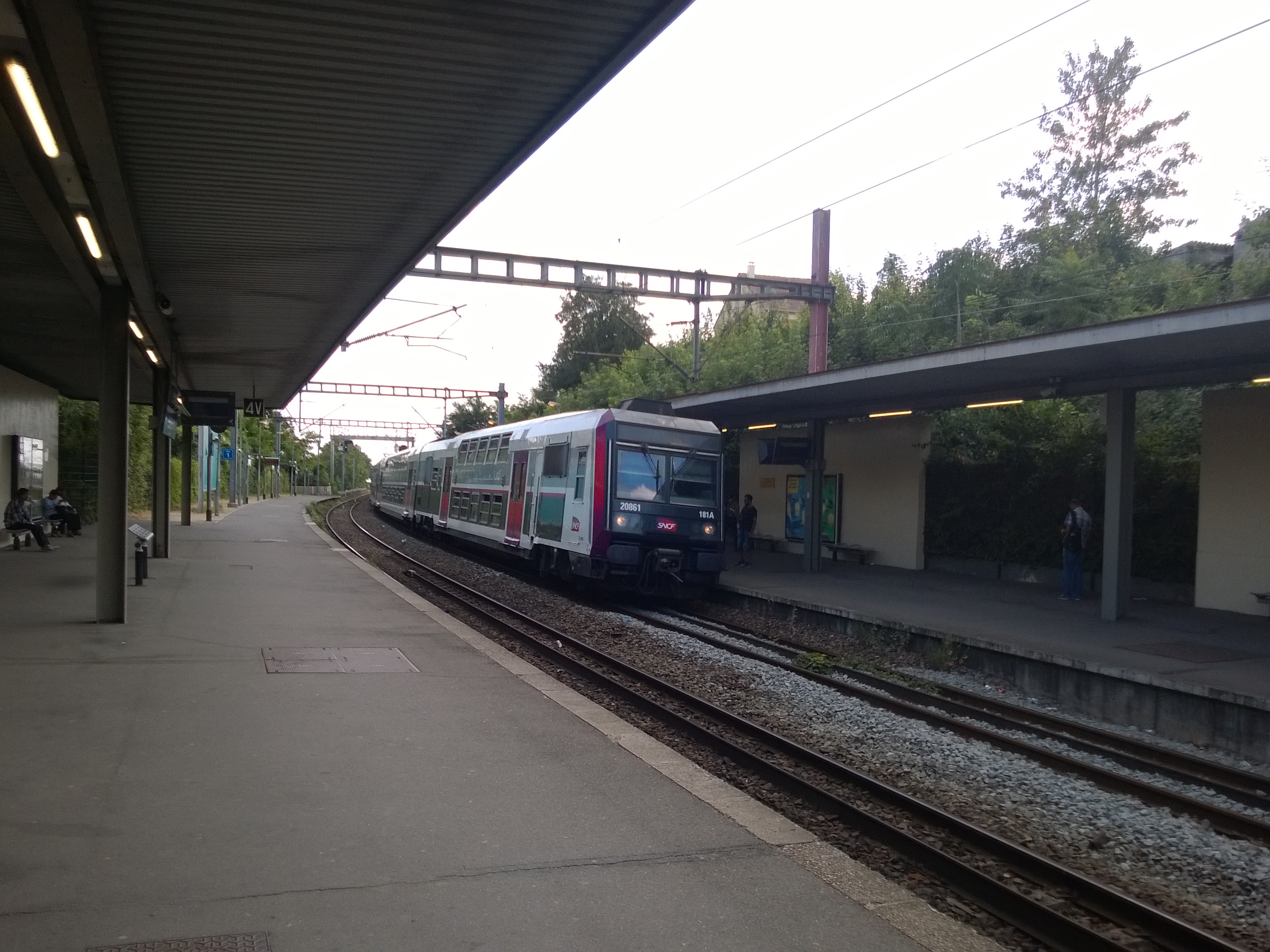
Une rame Z 20500 se dirigeant vers la gare de Montigny - Beauchamp.